# Макманаман, Каллум
Ка́ллум Ге́нри Макма́наман (англ. Callum Henry McManaman; род. 25 апреля 1991, Хайтон) — английский футболист, полузащитник.

## Клубная карьера
Макманаман родился 25 апреля 1991 года в Хайтэне, Мерсисайд. Он с детства болел за ливерпульский «Эвертон». В семилетнем возрасте он перешёл в молодёжную академию «ирисок», выступая там до своего шестнадцатилетия, после чего перешёл в «Уиган Атлетик» в 2007 году. В 2008 году дебютировал за резервный состав «Уигана». В сезоне 2008/09 стал регулярно играть за резервный состав «латикс», сыграв в 10 матчах и забив 4 гола.
24 мая 2009 года дебютировал в Премьер-лиге в матче против «Портсмута», став самым молодым игроком «Уигана», выходившим на поле в этом турнире. В июле 2009 года подписал с клубом свой первый профессиональный контракт.
17 октября 2011 года отправился в аренду в «Блэкпул». 3 декабря того же года забил свой первый гол за «Блэкпул» в матче против «Рединга». Всего сыграл за «Блэкпул» 14 матчей и забил 2 гола.
Вернувшись из аренды, Макманаман забил в матче Кубка Англии против «Суиндон Таун» 7 января 2012 года.
17 марта 2013 года Макманаман впервые в карьере вышел в стартовом составе в Премьер-лиге. Это был матч против «Ньюкасл Юнайтед». 27 апреля забил свой первый гол в Премьер-лиге в матче с «Тоттенхэм Хотспур».
11 мая 2013 года был признан «игроком матча» в финале Кубка Англии против «Манчестер Сити». «Уиган» одержал в этом матче победу со счётом 1:0, впервые в своей истории выиграв Кубок Англии.
28 января 2015 подписал трёхлетний контракт с «Вест Бромвич Альбион».

## Карьера в сборной
Летом 2011 года Макманаман принял участие в чемпионате мира среди молодёжных команд.

## Личная жизнь
Каллум — дальний родственник бывшего игрока «Ливерпуля», «Реала», «Манчестер Сити» и сборной Англии Стива Макманамана.

## Достижения
«Уиган Атлетик»
- Обладатель Кубка Англии: 2012/13

## Статистика выступлений
| Клуб             | Сезон            | Лига             | Лига | Лига | Кубок Англии | Кубок Англии | Кубок лиги | Кубок лиги | Прочие | Прочие | Итого | Итого |
| Клуб             | Сезон            | Дивизион         | Игры | Голы | Игры         | Голы         | Игры       | Голы       | Игры   | Голы   | Игры  | Голы  |
| ---------------- | ---------------- | ---------------- | ---- | ---- | ------------ | ------------ | ---------- | ---------- | ------ | ------ | ----- | ----- |
| Уиган Атлетик    | 2008/09          | Премьер-лига     | 1    | 0    | 0            | 0            | 0          | 0          | —      | —      | 1     | 0     |
| Уиган Атлетик    | 2009/10          | Премьер-лига     | 0    | 0    | 0            | 0            | 0          | 0          | —      | —      | 0     | 0     |
| Уиган Атлетик    | 2010/11          | Премьер-лига     | 3    | 0    | 3            | 1            | 1          | 0          | —      | —      | 7     | 1     |
| Уиган Атлетик    | 2011/12          | Премьер-лига     | 2    | 0    | 1            | 1            | 1          | 0          | —      | —      | 4     | 1     |
| Уиган Атлетик    | 2012/13          | Премьер-лига     | 19   | 2    | 6            | 3            | 3          | 1          | —      | —      | 28    | 6     |
| Уиган Атлетик    | Итого            | Итого            | 25   | 2    | 10           | 5            | 5          | 1          | —      | —      | 40    | 8     |
| Блэкпул (аренда) | 2011/12          | Чемпионшип       | 14   | 2    | 0            | 0            | 0          | 0          | 0      | 0      | 14    | 2     |
| Всего за карьеру | Всего за карьеру | Всего за карьеру | 39   | 4    | 10           | 5            | 5          | 1          | 0      | 0      | 54    | 10    |